# Bandera de Maranhão
La bandera de Maranhão, adoptada oficialmente el 6 de diciembre de 1889 por el Decreto nª 6, fue creada por el poeta Sousândrade. Los colores rojo, negro y blanco simbolizan la mezcla de "razas" del pueblo marañense. En la esquina superior izquierda está un cuadrado azul como fondo que representa el cielo, y una estrella blanca de cinco puntas que simboliza el estado como integrante de la federación. La banda gubernamental marañense, que también es un símbolo estatal, sigue los colores de la bandera.
La bandera se describe como sigue:

Rectángulo formado por nueve franjas en sentido horizontal, intercaladas, siendo cuatro blancas, tres rojas y dos negras, con un cuadrado azul en el cantón superior unido a la lanza y con una estrella blanca en el centro. Dicho cuadrado ocupa un tercio de la longitud de la bandera y la mitad de su anchura.

## Otras banderas

Bandera de la provincia de Maranhão.

- Datos: Q2234507